# 카지노 토큰

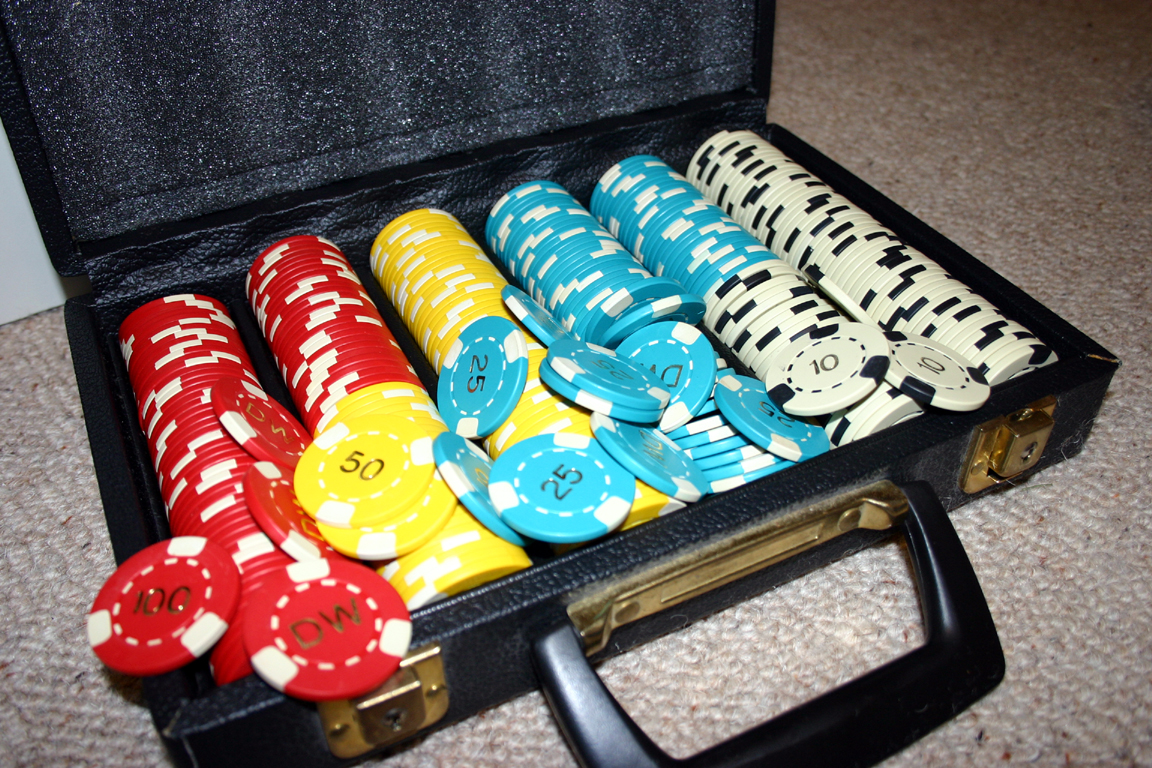
포커 칩

카지노 토큰(casino token) 또는 카지노 칩(casino chip)은 카지노를 이용할 때 사용하는 화폐의 종류다. 일부 카지노에서는 고액 테이블 게임($25,000 이상)에 직사각형 게임 명판을 사용하기도 한다. 플라크는 더 크고 일반적으로 직사각형 모양이며 일련 번호가 포함되어 있다는 점에서 칩과 다르다.

## 종류
카지노 토큰은 크게 기존 세트와 풀 세트로 나누어진다.

### 기존 세트
각 토큰은 다음과 같은 가치를 가진다.
- 하얀색=1달러 (1,000원)
- 분홍색=2달러 50센트 (2,500원)
- 빨간색=5달러 (5,000원)
- 파란색=10달러 (10,000원)
- 초록색=25달러 (25,000원)
- 검은색=100달러 (100,000원)

### 풀 세트
각 토큰은 다음과 같은 가치를 가진다.
- 하얀색=1달러 (1,000원)
- 노란색=2달러 (2,000원)
- 빨간색=5달러 (5,000원)
- 파란색=10달러 (10,000원)
- 회색=20달러 (20,000원)
- 초록색=25달러 (25,000원)
- 주황색=50달러 (50,000원)
- 검은색=100달러 (100,000원)
- 분홍색=250달러 (250,000원)
- 보라색=500달러 (500,000원)
- 금색=1000달러 (1,000,000원)
- 하늘색=2000달러 (2,000,000원)
- 갈색=5000달러 (5,000,000원)

## 무늬
무늬는 대체로 앞면에는 스페이드, 하트, 클로버, 다이아몬드가 새겨져 있다. 1~6이 나온 주사위가 새겨져 있는 것도 있다. 뒷면에는 금액(달러)이 새겨져 있거나 비어 있다. 앞뒷면 공통으로 둘레에는 토큰의 색깔과 흰색이 번갈아 가며 칠해져 있다.

## 유의할 점
카지노 토큰은 실제 화폐의 가치를 가지고 있기 때문에 토큰을 잃어버리는 것은 돈을 잃어버리는 것과 똑같다.